# Belo Pole
Belo Pole (Bulgaars: Бело поле) is een dorp in het noordwesten van Bulgarije. Het dorp is gelegen in de gemeente Roezjintsi, oblast Vidin. Het dorp ligt 38 kilometer ten zuidoosten van Vidin en 111 kilometer ten noordwesten van Sofia.

## Bevolking
Op 31 december 2020 telde het dorp Belo Pole 614 inwoners, een daling ten opzichte van het maximale aantal van 1.688 personen in 1946.
| Bevolkingsontwikkeling tussen 1934 en 2020          |
| --------------------------------------------------- |
|                                                     |
| Bron: Nationaal Statistisch Instituut van Bulgarije |

Het dorp had een gemengde bevolkingssamenstelling. In de volkstelling van 2011 vormden de Roma een nipte meerderheid (390 van de 744 ondervraagden, oftewel 52%). De etnische Bulgaren vormden (met 345 personen) ongeveer 46% van de bevolking.
| Etnische samenstelling van de respondenten (2011) | Etnische samenstelling van de respondenten (2011) | Etnische samenstelling van de respondenten (2011) | Etnische samenstelling van de respondenten (2011) | Etnische samenstelling van de respondenten (2011) |
| ------------------------------------------------- | ------------------------------------------------- | ------------------------------------------------- | ------------------------------------------------- | ------------------------------------------------- |
|                                                   |                                                   |                                                   |                                                   |                                                   |
| Bulgaren                                          | Bulgaren                                          |                                                   | 46,4%                                             | 46,4%                                             |
| Turken                                            | Turken                                            |                                                   | 0,0%                                              | 0,0%                                              |
| Roma                                              | Roma                                              |                                                   | 52,4%                                             | 52,4%                                             |
| Anders/Onbekend                                   | Anders/Onbekend                                   |                                                   | 1,2%                                              | 1,2%                                              |